# Mišica
Mišica je organ, ki s krčenjem omogoča gibanje telesnega dela. Mišica se lahko iztegne, napne ali skrči. Njihovo krčenje omogočajo nitaste beljakovine. Z delom in telovadbo lahko mišice krepimo in razvijamo.

## Tipi mišic
Skeletne mišice se krčijo po človekovi volji. Skeletne mišice so iz mišičnih vlaken, ki so z vezivom povezana v manjše in večje snopiče, kar ustvarja videz progavosti. Beljakovine v mišičnih vlaknih omogočajo njihovo krčenje. Vsako mišico obdaja vezivna ovojnica, ki se na koncu mišice nadaljuje v kito ali v aponevrozo. Kite imajo obliko trakov ali vrvi, aponevroze pa so ploščate. Kite in aponevroze pripenjajo mišice na kosti.
Srčne mišice so zgrajene iz mišičnih celic, ki se na koncu nekoliko razvejijo. Nitasta beljakovinska vlakna, odgovorna za krčenje, so razporejena vzdolž celice v vzporednih snopih, vendar ne tako pravilno kot pri skeletni prečno progasti mišici. Progavost je kljub temu vidna. 
Skeletne mišice in srčne mišice zaradi vidne progavosti uvrščamo v skupino prečno progastih mišic.
Gladke mišice so mišice notranjih organov, ki se krčijo neodvisno od človekove volje. So vretenaste oblike, nitaste beljakovine, ki omogočajo krčenje, pa so omejene na posamezne odseke med ploščami, na katere se pritrjujejo. Zato ne ustvarjajo videza progavosti. Njihovo krčenje je počasnejše kot pri prečno progastih mišicah, vendar so gladke mišice veliko bolj varčne in pri delu porabljajo manj energije. 
Krožna mišica zapira in odpira odprtino. 
V telesu je 600 mišic različnih velikosti in oblik. Mišice trupa so ploščate, v udih pa so vretenaste. Zelo raznoliko je tudi poimenovanje mišic; lahko jih imenujemo po obliki (dvoglave, triglave, trikotne, štirikotne, krožne), po okolišu, v katerem so (obrazne, vratne, ramenske, kolčne), ali pa po njihovem delovanju (upogibalke, obračalke, dvigalke).

## Delovanje mišic
Vsaka mišica premika tisti sklep, prek katerega poteka z ene kosti na drugo. Mišica opravlja delo tako, da se na živčno pobudo skrči in skrajša, pri čemer se tudi zadebeli in postane trša ter bolj napeta kot v mirovanju. Ko živčna pobuda preneha, se mišica sprosti in postane ohlapnejša. Za skrčenje potrebuje energijo, ki se sprošča zlasti pri zgorevanju ogljikovih hidratov (glukoze) v mišici. Mišičje je glavni porabnik energije v telesu in za mišično delo porabimo večino zaužite hrane. Pri mišičnem delu se sprošča tudi mnogo toplote, ki greje telo in omogoča kemične procese v vseh telesnih celicah. Odvečno toploto telo oddaja v okolico, zlasti skozi kožo.